# Wolfgang Heyl
Wolfgang Heyl (Borna, 21 augustus 1921 - 14 mei 2014) was een Oost-Duits politicus. Hij was aanvankelijk timmerman. In 1939 werd hij lid van de NSDAP. Tijdens de Tweede Wereldoorlog was hij 1ste luitenant van de Wehrmacht.
In 1949 werd Heyl lid van de CDU. Van 1949 tot 1952 was hij organisatorisch secretaris en plaatsvervangend voorzitter van de CDU in Leipzig. Van 1953 tot 1958 was hij lid van de districtsraad van Leipzig en CDU-voorzitter van het district Leipzig. Heyl was van 1958 tot 1966 vicesecretaris-generaal van de CDU en van 1958 tot 1990 afgevaardigde in de Volkskammer (van 1963 tot 1989 CDU-fractievoorzitter). Van 1966 tot 1971 was hij lid van het Presdium en het Secretariaat van het Hoofdbestuur van de CDU.
In 1971 werd Wolfgang Heyl vicevoorzitter van de CDU (onder Gerald Götting) en in 1976 werd hij opgenomen in het Presidium van de Volkskammer. Hij was na Götting de voornaamste persoon binnen de Oost-Duitse CDU.
Na het aftreden van Gerald Götting als partijvoorzitter op 2 november 1989, nam Heyl tijdelijk het voorzitterschap van de CDU op zich. Op 10 november werd hij opgevolgd door Lothar de Maizière. In maart 1990 trad hij om gezondheidsredenen uit de Volkskammer.
Heyl bracht in zijn hoedanigheid als CDU vicevoorzitter regelmatig bezoeken aan Nederland.

## Verwijzingen
Andreas Hermes · Jakob Kaiser/Ernst Lemmer · Otto Nuschke · August Bach · Gerald Götting · Wolfgang Heyl (a.i.) · Lothar de Maizière
- Bibsys: 90848212
- Gemeinsame Normdatei: 124338178
- International Standard Name Identifier: 0000 0000 7992 8055
- Library of Congress Control Number: n82156730
- Nederlandse Thesaurus van Auteursnamen: 117778230
- Système universitaire de documentation: 158470788
- Virtual International Authority File: 42768497
- WorldCat: E39PBJmdwCFKdgbjgM3Dx9Btrq